# Negombata corticata
Negombata corticata är en svampdjursart som först beskrevs av Carter 1879.  Negombata corticata ingår i släktet Negombata och familjen Podospongiidae. Inga underarter finns listade i Catalogue of Life.